# Hoegaarden (browar)

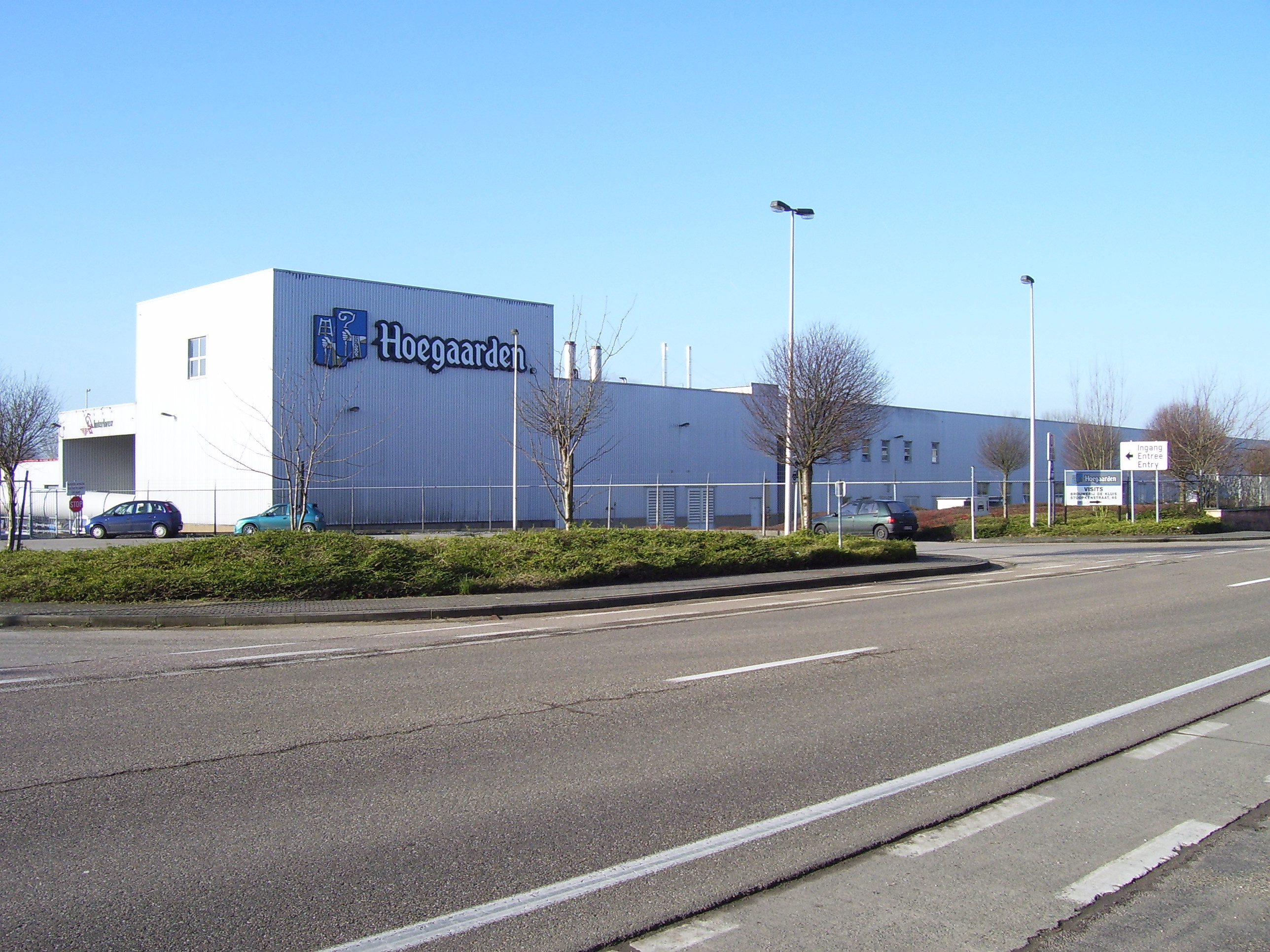
Browar Hoegaarden

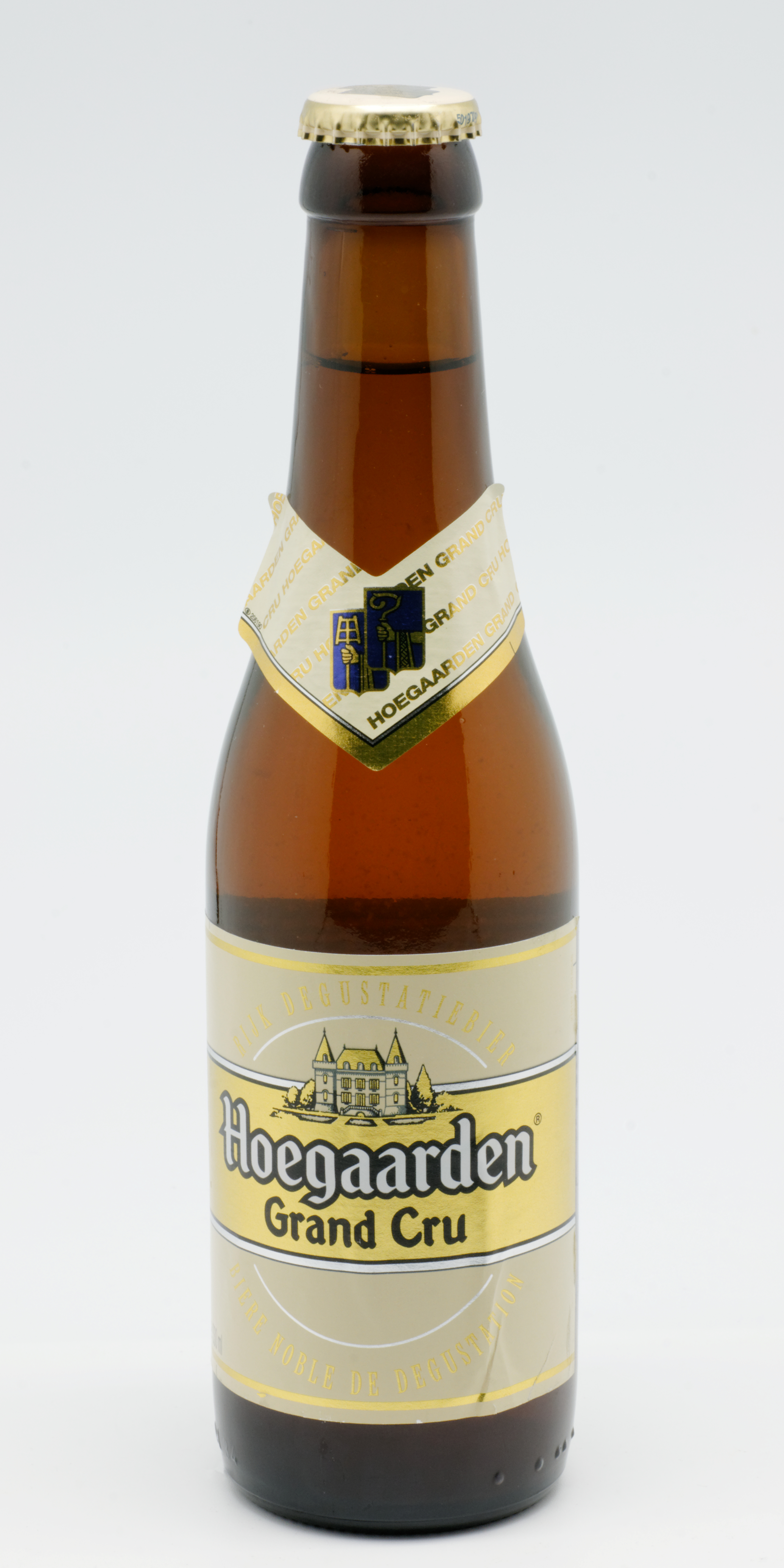
Hoegaarden Grand Cru

Hoegaarden – belgijski browar mieszczący się w małej miejscowości Hoegaarden pod Leuven. Browar założył w 1966 r. Pierre Celis – mleczarz i handlarz bydłem, który reaktywował zamknięty przez poprzedniego właściciela kilka lat wcześniej zakład. Cèlis nazwał swój bowar De Kluis (Pustelnia) i zaczął warzyć piwo w gatunku witbier, które wówczas przeżywało kryzys. Piwo Blanche de Hoegaarden zyskało ogromną popularność, a dzięki temu gatunek witbier ponownie stał się modny.
Po pożarze browaru w 1985 r. Cèlis odsprzedał go dwa lata później grupie Interbrew (obecnie InBev), która zainwestowała w jego odbudowę i zmieniła nazwę na Browar Hoegaarden. Browar specjalizuje się w warzeniu piw pszenicznych.

## Godło
Godło browaru widniejące na etykietach składa się z dwóch części. Po prawej stronie widoczne jest godło miejscowości Hoegaarden, czyli ręka trzymająca pastorał. Lewa część przedstawia identyczną dłoń trzymającą rydel zacierny.

## Produkty
- Hoegaarden Witbier
- Hoegaarden Rosée
- Hoegaarden Citron
- Hoegaarden Spéciale
- Hoegaarden Grand Cru